# Kanton Limoges-4
Der Kanton Limoges-4 ist seit 2015 ein französischer Wahlkreis im Arrondissement Limoges, im Département Haute-Vienne und in der Region Nouvelle-Aquitaine. 
Der Kanton besteht aus dem nördlichen Teil der Stadt Limoges mit insgesamt 15.913 Einwohnern (Stand 2022).